# Погарецький
Погарецький (Погоречка) (пол. Poharecki potok) — гірська річка в Україні, у Рожнятівському районі Івано-Франківської області. Лівий доплив Ілемки (басейн Дністра).

## Опис
Довжина потоку 5 км, найкоротша відстань між витоком і гирлом — 4,77  км, коефіцієнт звивистості потоку — 1,05 . Формуєтся багатьма безіменними гірськими струмками. Потік тече у гірському масиві Ґорґани.

## Розташування
Бере початок на південно-західних схилах гори Магура (1156,0 м). Тече переважно на північний схід попід горою Соколова (934,0 м) і впадає в річку Ілемку, ліву притоку Чечви.

## Цікавий факт
- Неподалік від потоку розташований водоспад Гуркало Ілемське[3].